# Остров Грили
О́стров Гри́ли — остров в центральной части архипелага Земля Франца-Иосифа. Площадь острова 149 км², наивысшая точка — 447 метров. Административно относится к Приморскому району Архангельской области России.

## Расположение
Остров Грили находится в центральной части архипелага, к востоку от острова Циглера, входит в состав островов Зичи. Отделён от острова Циглера проливом Бута, расстояние между островами в самом узком месте пролива менее 2 километров. От острова Пайера, в 5,5 километрах к северу, отделён проливом Американский, от острова Винер-Нёйштадт, лежащего в 7 километрах к югу, отделён проливом Коллинсона.

## Описание
Длина острова — около 19 километров, ширина — до 10 километров, длина береговой линии — 55 километров. Большая часть острова, 89 % от общей площади, покрыта ледниками, свободны ото льда лишь несколько прибрежных участков острова.
Остров был открыт в 1905 году экспедицией американского офицера-кавалериста и фотографа — Антонио Фиала и назван в честь другого американского исследователя — Адольфа Грили.

### Близлежащие малые острова
- Остров Кейна — расположен в 2 километрах к северо-востоку от острова Грили, отделён проливом Штернека. Максимальная высота острова — 282 метра. Почти весь свободен ото льда. Назван в честь американского полярного исследователя Илайша Кейна.
- Остров Куна — находится в 2 километрах к северу от острова Кейна. Как и остров Кейна, почти весь свободен ото льда. Наивысшая точка острова — 228 метров.
- Остров Брош — Небольшая скала у берегов острова Куна. Назван в честь Густава Броша, чешского лейтенанта флота, участника Австро-Венгерской экспедиции на Северный полюс.
- Остров Угольной Копи — круглый остров, около 3,5 км в диаметре, расположенный между островом Циглера и островом Грили. Отделён от острова Грили проливом шириной в 800 метров. Самая высокая точка — 393 метра над уровнем моря. Ледовое покрытие отсутствует.

## Топографические карты
- Лист карты U-40-XXVIII,XXIX,XXX о. Циглера. Масштаб: 1 : 200 000. Издание 1965 г.